# Poa pattersonii
Poa pattersonii är en gräsart som beskrevs av George Vasey. Poa pattersonii ingår i släktet gröen, och familjen gräs. Inga underarter finns listade i Catalogue of Life.